# Cody Bass
Cody Bass, född 7 januari 1987, är en kanadensisk före detta professionell ishockeyspelare. Han spelade för Ottawa Senators, Columbus Blue Jackets och Nashville Predators i National Hockey League (NHL). Han draftades av Senators i fjärde rundan som 95:e totalt vid NHL Entry Draft 2005.

## Statistik

### Klubbkarriär
| 2002–03    | Guelph Dominators     | MWJHL      | 48  | 3  | 19 | 22  | 70  | 6  | 0 | 0 | 0  | 16 |
| 2003–04    | Mississauga IceDogs   | OHL        | 61  | 3  | 7  | 10  | 30  | 24 | 2 | 3 | 5  | 21 |
| 2004–05    | Mississauga IceDogs   | OHL        | 66  | 11 | 17 | 28  | 103 | 5  | 1 | 1 | 2  | 8  |
| 2005–06    | Mississauga IceDogs   | OHL        | 67  | 16 | 25 | 41  | 152 | —  | — | — | —  | —  |
| 2005–06    | Binghamton Senators   | AHL        | 9   | 1  | 0  | 1   | 2   | —  | — | — | —  | —  |
| 2006–07    | Mississauga IceDogs   | OHL        | 23  | 5  | 11 | 16  | 37  | —  | — | — | —  | —  |
| 2006–07    | Saginaw Spirit        | OHL        | 30  | 5  | 24 | 29  | 49  | 6  | 1 | 2 | 3  | 10 |
| 2006–07    | Binghamton Senators   | AHL        | 5   | 0  | 2  | 2   | 9   | —  | — | — | —  | —  |
| 2007–08    | Binghamton Senators   | AHL        | 24  | 3  | 5  | 8   | 44  | —  | — | — | —  | —  |
| 2007–08    | Ottawa Senators       | NHL        | 21  | 2  | 2  | 4   | 19  | 4  | 1 | 0 | 1  | 6  |
| 2008–09    | Binghamton Senators   | AHL        | 18  | 1  | 1  | 2   | 41  | —  | — | — | —  | —  |
| 2008–09    | Ottawa Senators       | NHL        | 12  | 0  | 0  | 0   | 15  | —  | — | — | —  | —  |
| 2009–10    | Binghamton Senators   | AHL        | 57  | 5  | 6  | 11  | 109 | —  | — | — | —  | —  |
| 2010–11    | Binghamton Senators   | AHL        | 58  | 6  | 9  | 15  | 111 | 18 | 2 | 2 | 4  | 24 |
| 2010–11    | Ottawa Senators       | NHL        | 1   | 0  | 0  | 0   | 0   | —  | — | — | —  | —  |
| 2011–12    | Springfield Falcons   | AHL        | 23  | 5  | 6  | 11  | 43  | —  | — | — | —  | —  |
| 2011–12    | Columbus Blue Jackets | NHL        | 14  | 0  | 1  | 1   | 32  | —  | — | — | —  | —  |
| 2012–13    | Springfield Falcons   | AHL        | 18  | 2  | 5  | 7   | 54  | 8  | 2 | 2 | 4  | 26 |
| 2013–14    | Springfield Falcons   | AHL        | 58  | 8  | 10 | 18  | 132 | 4  | 0 | 0 | 0  | 4  |
| 2013–14    | Columbus Blue Jackets | NHL        | 1   | 0  | 0  | 0   | 5   | —  | — | — | —  | —  |
| 2014–15    | Rockford IceHogs      | AHL        | 61  | 6  | 8  | 14  | 165 | 8  | 0 | 1 | 1  | 31 |
| 2015–16    | Milwaukee Admirals    | AHL        | 39  | 4  | 5  | 9   | 84  | —  | — | — | —  | —  |
| 2015–16    | Nashville Predators   | NHL        | 17  | 0  | 0  | 0   | 17  | 6  | 0 | 0 | 0  | 2  |
| 2016–17    | Nashville Predators   | NHL        | 9   | 0  | 0  | 0   | 19  | —  | — | — | —  | —  |
| 2016–17    | Milwaukee Admirals    | AHL        | 13  | 2  | 2  | 4   | 33  | —  | — | — | —  | —  |
| 2017–18    | Milwaukee Admirals    | AHL        | 34  | 2  | 4  | 6   | 36  | —  | — | — | —  | —  |
| 2018–19    | Colorado Eagles       | AHL        | 35  | 2  | 4  | 6   | 81  | 3  | 0 | 1 | 1  | 12 |
| AHL totalt | AHL totalt            | AHL totalt | 452 | 47 | 67 | 114 | 944 | 41 | 4 | 6 | 10 | 97 |
| NHL totalt | NHL totalt            | NHL totalt | 75  | 2  | 3  | 5   | 107 | 10 | 1 | 0 | 1  | 8  |

### Internationellt
| År            | Lag           | Turnering     | Resultat      |   | Matcher | Mål | Assist | Poäng | Utv |
| ------------- | ------------- | ------------- | ------------- | - | ------- | --- | ------ | ----- | --- |
| 2004          | Kanada        | HG18          | 1             | 5 | 0       | 2   | 2      | 8     |     |
| 2005          | Kanada        | U18           | 2             | 4 | 0       | 0   | 0      | 4     |     |
| Junior totalt | Junior totalt | Junior totalt | Junior totalt | 9 | 0       | 2   | 2      | 12    |     |